# Kweekelingen-Bode
De Kweekelingen-Bode (KB), was een blad voor en door kwekelingen dat van 1903 tot 1911 verscheen en dat in zekere zin de opvolger was van Baknieuws. Waar Baknieuws als de eerste uitingsvorm van de vrije jeugdbeweging in Nederland beschouwd kan worden, vertegenwoordigt de KB een nieuwe fase, waarin landelijke bijeenkomsten, en het (gezamenlijk) naar buiten te trekken, met jongens en meisjes, de belangrijkste nieuwe elementen vormden.

## Ontstaan van deKweekelingen-Bode
De Kweekelingen-Bode ontstond in het milieu van de rijkskweekscholen. Dat waren opleidingen voor onderwijzers waar door het verstrekken van rijksbeurzen in het levensonderhoud van de leerlingen werd voorzien en die voor begaafde kinderen uit de volksklasse eigenlijk de enige mogelijkheid vormden om door te leren.
De “kwekelingen” begonnen hun opleiding meestal als ze 14 jaar waren en ze deden examen als ze 18 waren. De kweekschool heette in het jargon de “bak” - vandaar het Baknieuws.
De rijkskweekscholen kenmerkten zich door een streng regime. Gecombineerd met het feit dat leerlingen van 14 jaar aan het ouderlijk huis werden onttrokken en het feit dat deze leerlingen door hun studie het ouderlijk milieu ontgroeiden, en met het geestelijk klimaat rond de eeuwwisseling, ontstond een voedingsbodem voor een beweging onder de kwekelingen.
Op 9 oktober 1903 verscheen in Nijmegen het eerste nummer van de KB, onder redactie van M.B. Kappetein. Weldra sloten zich kwekelingen uit Maastricht aan. In het voorjaar van 1905 werd een propaganda-nummer uitgegeven, dat een groot aantal nieuwe lezers opleverde en landelijke verspreiding.

## Kwekelingen-beweging
Tijdens een “algemene vergadering” in Deventer, bespreken vertegenwoordigers uit Maastricht, Groningen, Nijmegen, Haarlem en Utrecht verschillen van opvatting over de richting van het blad. Dat zijn niet alleen kwekelingen, maar ook leerlingen van normaalscholen. Het aantal abonnees stijgt tot ruim 600. Er zijn abonnees op normaalscholen in Den Haag, Utrecht, Breda en Harderwijk. De algemene vergadering groeit uit tot een vast instituut binnen de beweging.
In 1905 wordt door Utrechtse kwekelingen een wandeltocht georganiseerd, voor jongens en meisjes. Dit druiste tegen de heersende fatsoensbegrippen in. De "vrije omgang" tussen jongens en meisjes wordt een tweede speerpunt van de beweging, waarover in de KB wordt geschreven. Behalve wandeltochten worden ook fietstochten en roeitochten georganiseerd, en in de zomer lange zwerftochten. Bijvoorbeeld in de zomer van 1905: 7 Nijmeegse kwekelingen maken samen met 3 onderwijzers een Rijnreis per boot; Hagenaars fietsen naar België. Een jaar later zwerven Haarlemmers vioolspelend door Friesland. Overdag trekken, 's avonds concerten geven en 's nachts bij boeren in het hooi of een enkele maal in een school overnachten. In de zomer van 1907 maken 4 kwekelingen een tiendaagse voetreis van Maastricht naar Utrecht. “Het betrof hier steeds kleine groepjes, die zelf het initiatief namen om te voet of per fiets eropuit te trekken. Wat hen dreef? Zucht naar avontuur, verte-verlangen. Het gold hier een natuurromantiek, die het niet uitsluitend zocht in dwepen met zonsondergangen, maar die door inspanningen en ontberingen de natuur actief trachtte te ontmoeten en nader te komen”.

## Wim Banning en 't zwarte boek
In 1907 krijgt de redactie van de algemene vergadering de opdracht om 't zwarte boek te maken (tegenwoordig zouden we zeggen: een zwartboek). De bedoeling was om alle plagerijen en kwellerijen van de zijde van directeuren en leraren te noteren. Wim Banning, die in september redacteur was geworden, krijgt de taak dit plan uit te voeren. Banning was betrokken geweest bij de oprichting van de Kweekelingen Geheelonthouders Bond (KGOB) in 1906 en werd nu dus tevens redacteur van de KB.
Een brief over een conflict in Nijmegen wordt onderschept en valt in handen van de directeur, die terstond zijn collega's in andere steden op de hoogte stelt. Op verschillende kweekscholen wordt de KB verboden. Ook in de beweging zelf ontstaat beroering, die leidt tot abonneeverlies. Wim Banning moet op de vierde algemene vergadering in maart 1908 in Amsterdam aftreden. Hij schrijft nog wel een propaganda-brochure.

## Van “Bode” naar “Bond”
Terwijl inmiddels de KGOB was opgericht, werd op de vijfde algemene vergadering in 1908 gepleit voor het oprichten van een bond rondom de KB. Het werd geen bond, maar een vereniging: de Vereeniging van Kweekelingen en Oud-Kweekelingen. Plaatselijke clubs, zoals Ons Eibernest in Den Haag en Groot Mokum in Amsterdam, gaan in de vereniging op. 

De doelstelling werd als volgt geformuleerd: 

“De Ver. v. Ned. Kweek. en Oud-Kweek. strijdt voor:

a. de zedelijke verheffing der kwekelingen;

b. de collegiale omgang tussen alle kwekelingen (ook die van bijzondere opleidingsinrichtingen) en jonge onderwijzers in 't algemeen en de vrije omgang tussen jongens en meisjes in 't bijzonder;

c. het wegnemen van de scherpe scheiding tussen kwekelingen en jonge onderwijzers.”

In 1910 werd “zedelijke verheffing” vervangen door “algemene ontwikkeling”.

## “Wij jongeren”
In 1911 verschijnt het opstel “Wij zijn de jongeren”. Daarin wordt o.a. geschreven:

Dit gevoel hebben we telkens weer: wij zijn de Jongeren. Wij wijken af in gedachten en daden van wat om ons heen leeft. Wij dragen in ons het gevoel van modern mens te zijn, en dit gevoel brandt in ons, en wijd slaan uit de vlammen van ons enthousiasme. Wij willen de wereld in gloed zetten.... we zullen het duffe omverhalen, de conventie verdrukken in ons vrij uitleven van de waarheid, de sleur vertrappen onder onze vluggaande voeten.

Vervolgens wordt uitgebreid geschreven dat de jongeren niet door de ouderen begrepen worden. Maar dan is er de KB:

We zagen allemaal jongeren om ons heen, we zagen allemaal jonge mensen van deze tijd met gevoel voor 't mooiere en geloof voor 't betere, en nu staan we sterk, we laten ons niet meer terneer slaan door de mensen, die ons vervormen willen naar hun beeld. WIJ ZIJN DE JONGEREN zeggen we, wij leiden ons afzonderlijke leven, wij willen Waarheid en Licht, Goedheid en Warmte, en de Schoonheid willen we, en wat wij hebben weten te bewaren door de kracht van ons samen-één-zijn, willen we verbreiden onder hen, die nog na ons komen.

Harmsen merkt op dat hier – veel duidelijker dan bij Baknieuws - van een generatieconflict gesproken kan worden.

## Het einde van deKB
In 1906 was de Kweekelingen Geheelonthouders Bond (KGOB) opgericht. Nadat Wim Banning uit de KB vertrok naar de KGOB was het blad geen lang leven meer beschoren. Veel abonnees sloten zich aan bij de KGOB. De leden die overbleven verzetten zich tegen het geheelonthouders-beginsel. Het laatste nummer van de KB verscheen op 28 april 1911.
De Kweekelingen-Bode slaagt er uiteindelijk “niet in de formule te vinden die aan het specifieke jeugdbewegingsidealisme (…) een vaste kern kan geven die het geheel (…) bij elkaar houdt. Bij een terugblik is het niet moeilijk vast te stellen dat deze formule het blauwe beginsel van de geheelonthouding is geweest.”. De KGOB bood dit perspectief wel.

## Voetnoten
1. ↑  Harmsen 1961, p.
2. ↑  Harmsen 1961, p. 73; zie ook de Vos 1976, p. 129f.
3. ↑  Harmsen 1961, p. 79/80
4. ↑  Harmsen 1961, p. 83. Harmsen merkt op dat de overeenkomst met de Duitse Wandervogel opvallend is
5. ↑  Hartmans 1995
6. ↑  Hoewel Harmsen opmerkt dat het niet toevallig is dat voor een “vereniging” wordt gekozen, in plaats van een “bond” (Harmsen 1961, p. 84), maakt hij zichzelf schuldig aan enige verwarring door elders over de “Kweekelingen-Bond” te spreken (Harmsen 1969, p. 19/20)
7. ↑  Kweekelingen Almanak 1909, blz. 105, geciteerd bij Harmsen 1961, p. 85
8. ↑  Kweekelingen Almanak 1911, geciteerd bij Harmsen 1961, p. 86
9. ↑  Omtrent het tijdstip waarop Banning zich uit de KB (en de Vereeniging) terugtrok bestaat in de literatuur geen eenduidigheid. De hier weergegeven versie is ontleend aan Harmsen 1961, p. 86. In een uitgebreide biografische schets van het leven van Banning in het archief van het IISG wordt gesteld dat Banning tot 1914 actief bleef in de Vereeniging. zie alhier. Gearchiveerd op 26 juli 2007.
10. ↑  Harmsen 1969, p. 20